# Bataille de Ramsour’s Mill
 (mars 2025).
Guerre d'indépendance des États-Unis
La bataille de Ramsour’s Mill est une bataille de la guerre d'indépendance des États-Unis qui a eu lieu le 20 juin 1780 dans l’actuelle ville de Lincolnton, en Caroline du Nord, pendant la campagne britannique pour prendre le contrôle des colonies du sud. Le nombre de combattants de chaque côté de la bataille est toujours un sujet en discussion, mais les miliciens loyalistes (dont beaucoup d’émigrants palatins allemands et de colons de la région) étaient plus nombreux que les miliciens patriotes et avaient capturé un groupe de patriotes qu’ils prévoyaient de pendre le matin du 20 juin.
La bataille d’une à deux heures au cours de la matinée brumeuse du 20 juin n’a impliqué aucune force de l’armée régulière des deux côtés et a été littéralement livrée entre la famille, les amis et les voisins, les mousquets étant parfois utilisés comme des gourdins en raison d’un manque de munitions. Les pertes étaient difficiles à répartir car presque personne ne portait d’uniforme. Les estimations des morts de chaque côté étaient comprises entre 50 et 70, avec environ 100 blessés de chaque côté.
La bataille est importante en ce sens qu’elle abaisse le moral des loyalistes du sud, affaiblissant ainsi leur soutien aux Britanniques.